# Chase Gasper
Chase Gasper (ur. 25 stycznia 1996 w Alexandrii) – amerykański piłkarz występujący na pozycji lewego obrońcy w amerykańskim klubie Chicago Fire oraz w reprezentacji Stanów Zjednoczonych.

## Kariera klubowa

### Minnesota United FC
11 stycznia 2019 podpisał kontrakt z klubem Minnesota United FC. Zadebiutował 9 czerwca 2019 w meczu Major League Soccer przeciwko Colorado Rapids (1:0). Pierwszą bramkę zdobył 7 września 2020 w meczu ligowym przeciwko Real Salt Lake (4:0). W latach 2022-2023 grał w Los Angeles Galaxy, a w 2023 w Houston Dynamo. W 2024 przeszedł do Chicago Fire.

## Kariera reprezentacyjna

### Stany Zjednoczone
W 2020 roku otrzymał powołanie do reprezentacji Stanów Zjednoczonych. Zadebiutował 1 lutego 2020 w meczu towarzyskim przeciwko reprezentacji Kostaryki (1:0).

## Statystyki

### Klubowe
(aktualne na dzień 15 stycznia 2021)
| Klub                | Sezon              | Liga                | Liga  | Liga   | Puchar kraju | Puchar kraju | Suma  | Suma   |
| Klub                | Sezon              | Liga                | Mecze | Bramki | Mecze        | Bramki       | Mecze | Bramki |
| ------------------- | ------------------ | ------------------- | ----- | ------ | ------------ | ------------ | ----- | ------ |
| Minnesota United FC | 2019               | Major League Soccer | 16    | 0      | 5            | 0            | 21    | 0      |
| Minnesota United FC | 2020               | Major League Soccer | 24    | 1      | –            | –            | 24    | 1      |
| Minnesota United FC | Ogólnie            | Ogólnie             | 40    | 1      | 5            | 0            | 45    | 1      |
| Ogólnie w karierze  | Ogólnie w karierze | Ogólnie w karierze  | 40    | 1      | 5            | 0            | 45    | 1      |

### Reprezentacyjne
(aktualne na dzień 15 stycznia 2021)
| Reprezentacja          | Rok     | Mecze | Bramki |
| ---------------------- | ------- | ----- | ------ |
| Stany Zjednoczone U-18 |         |       |        |
| 2013                   | 3       | 0     |        |
| 2014                   | 2       | 0     |        |
| Ogólnie                | Ogólnie | 5     | 0      |
| Stany Zjednoczone      |         |       |        |
| 2020                   | 1       | 0     |        |
| Ogólnie                | Ogólnie | 1     | 0      |

| Mecze i gole w reprezentacji | Mecze i gole w reprezentacji | Mecze i gole w reprezentacji | Mecze i gole w reprezentacji | Mecze i gole w reprezentacji | Mecze i gole w reprezentacji | Mecze i gole w reprezentacji | Mecze i gole w reprezentacji |
| Stany Zjednoczone U-18       | Stany Zjednoczone U-18       | Stany Zjednoczone U-18       | Stany Zjednoczone U-18       | Stany Zjednoczone U-18       | Stany Zjednoczone U-18       | Stany Zjednoczone U-18       | Stany Zjednoczone U-18       |
| Lp.                          | Data                         | Miejsce                      | Gospodarz                    | Gość                         | Wynik                        | Gol                          | Rozgrywki                    |
| ---------------------------- | ---------------------------- | ---------------------------- | ---------------------------- | ---------------------------- | ---------------------------- | ---------------------------- | ---------------------------- |
| 1.                           | 09.10.2013                   | Limoges                      | Francja U-18                 | Stany Zjednoczone U-18       | 2:2                          |                              | Mecz towarzyski              |
| 2.                           | 11.10.2013                   | Limoges                      | Stany Zjednoczone U-18       | Czechy U-18                  | 1:0                          |                              | Mecz towarzyski              |
| 3.                           | 13.10.2013                   | Limoges                      | Polska U-18                  | Stany Zjednoczone U-18       | 0:2                          |                              | Mecz towarzyski              |
| 4.                           | 06.06.2014                   | Malveira                     | Stany Zjednoczone U-18       | Norwegia U-18                | 0:0                          |                              | Mecz towarzyski              |
| 5.                           | 10.06.2014                   | Malveira                     | Stany Zjednoczone U-18       | Szwecja U-18                 | 0:1                          |                              | Mecz towarzyski              |
| Stany Zjednoczone            |                              |                              |                              |                              |                              |                              |                              |
| Lp.                          | Data                         | Miejsce                      | Gospodarz                    | Gość                         | Wynik                        | Gol                          | Rozgrywki                    |
| 1.                           | 01.02.2020                   | Carson                       | Stany Zjednoczone            | Kostaryka                    | 1:0                          |                              | Mecz towarzyski              |